# Поды (Курская область)
Поды — село в Хомутовском районе Курской области. Административный центр Петровского сельсовета.

## География
Село находится на реке Поды (правый приток реки Сухая Амонька в бассейне Сейма), в 21 км от российско-украинской границы, в 102 км к северо-западу от Курска, в 15 км к юго-востоку от районного центра — посёлка городского типа Хомутовка.
Улицы
В селе улицы Луговая и Новая.
Климат
Поды, как и весь район, расположены в поясе умеренно континентального климата с тёплым летом и относительно тёплой зимой (Dfb в классификации Кёппена).
| Показатель                                                                       | Янв. | Фев. | Март | Апр. | Май  | Июнь | Июль | Авг. | Сен. | Окт. | Нояб. | Дек. | Год  |
| -------------------------------------------------------------------------------- | ---- | ---- | ---- | ---- | ---- | ---- | ---- | ---- | ---- | ---- | ----- | ---- | ---- |
| Средний суточный максимум, °C                                                    | −3,8 | −2,8 | 3    | 13   | 19,2 | 22,5 | 24,9 | 24,2 | 18   | 10,5 | 3,5   | −1   | 10,9 |
| Средняя температура, °C                                                          | −5,9 | −5,4 | −0,6 | 8,2  | 14,6 | 18,2 | 20,6 | 19,7 | 13,9 | 7,3  | 1,4   | −2,9 | 7,4  |
| Средний суточный минимум, °C                                                     | −8,3 | −8,5 | −4,7 | 2,7  | 9    | 12,9 | 15,7 | 14,6 | 9,7  | 4    | −0,9  | −5,1 | 3,4  |
| Норма осадков, мм                                                                | 49   | 44   | 47   | 50   | 64   | 70   | 81   | 54   | 58   | 55   | 49    | 49   | 670  |
| Источник: Погода по месяцам c ru.climate-data.org(дата обращения: Сентябрь 2021) |      |      |      |      |      |      |      |      |      |      |       |      |      |

Часовой пояс
Село Поды, как и вся Курская область, находится в часовой зоне МСК (московское время). Смещение применяемого времени относительно UTC составляет +3:00.

## История
В 1677 году (7185 от сотворения мира) в деревне Поды построена часовня Иоанна Богослова. В 1695 (7203) году часовня заменена Богословской церковью, после чего селение обрело статус села. В 1715 году было выстроено новое церковное здание.

## Население
| 2002 | 2010 |
| ---- | ---- |
| 193  | ↘136 |

## Инфраструктура
Личное подсобное хозяйство. В селе 124 дома.

## Транспорт
Поды находится в 19 км от автодороги федерального значения М3 «Украина» (Москва — Калуга — Брянск — граница с Украиной), в 17 км от автодороги А142 (Тросна — М-3 «Украина»), в 6,5 км от автодороги регионального значения 38К-040 (Хомутовка — Рыльск — Глушково — Тёткино — граница с Украиной), на автодорогe межмуниципального значения 38Н-708 (38К-40 — Поды — Петровское), в 34,5 км от ближайшего ж/д остановочного пункта 536 км (линия Навля — Льгов I).
В 186 км от аэропорта имени В. Г. Шухова (недалеко от Белгорода).